# Mesochorus piceus
Mesochorus piceus là một loài tò vò trong họ Ichneumonidae.